# Crematogaster acuta
Crematogaster acuta es una especie de hormiga acróbata del género Crematogaster, familia Formicidae. Fue descrita científicamente por Fabricius en 1804.

Habita en Bolivia, Brasil, Colombia, Costa Rica, Ecuador, Guayana Francesa, Guatemala, Guayana, Honduras, México, Nicaragua, Panamá, Paraguay, Perú y Venezuela. Habita en lugares donde abunda la vegetación, también es común encontrarla en bordes de pastizales y bosques. Es de clima húmedo, aunque también puede habitar en climas secos. Las colonias de Crematogaster acuta suelen ser grandes. Las obreras de esta especie son abundantes, así como también las hembras aladas que suelen esparcirse por la vegetación o el bosque. Se sabe que esta especie recolecta comida del suelo y habita en árboles donde construyen sus nidos. Cuando son atacadas, las obreras emergen y exudan un tipo de espuma blanca como mecanismo de defensa.

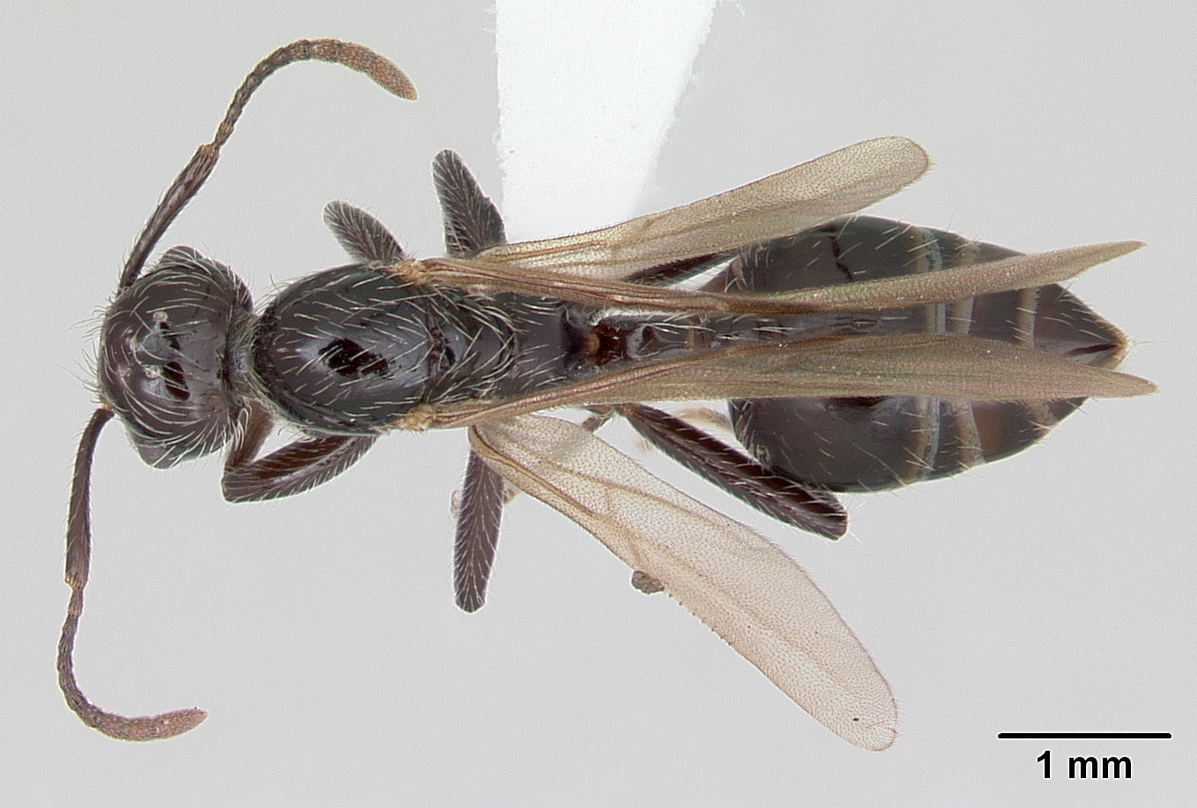
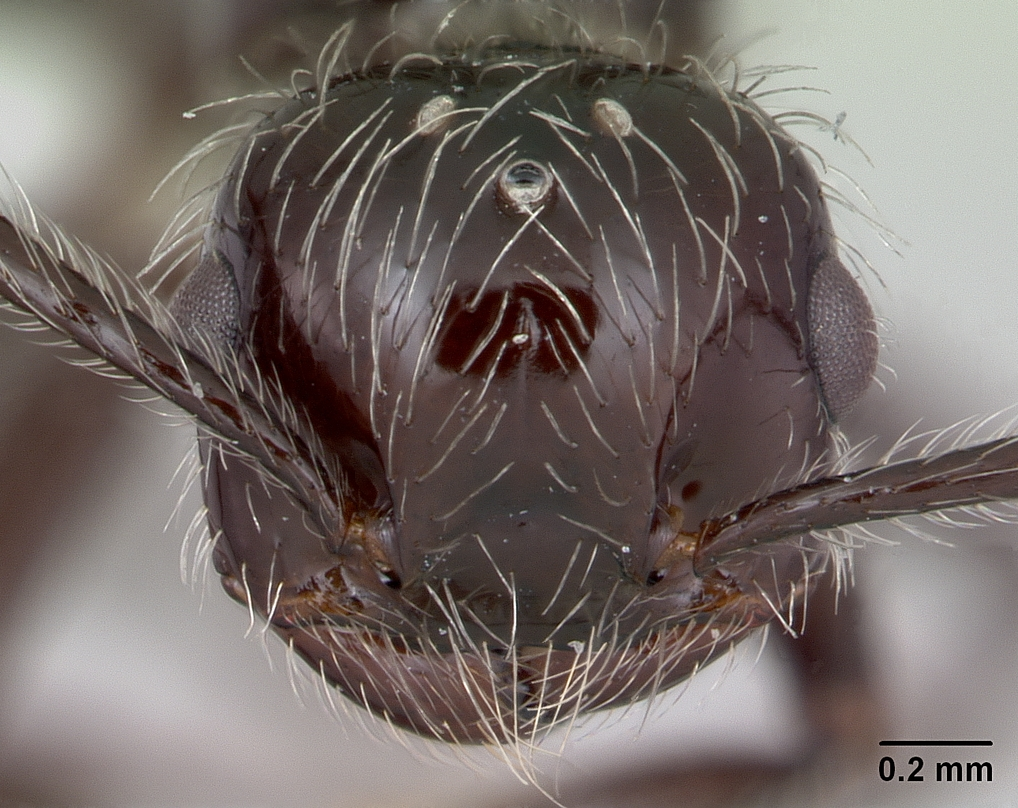
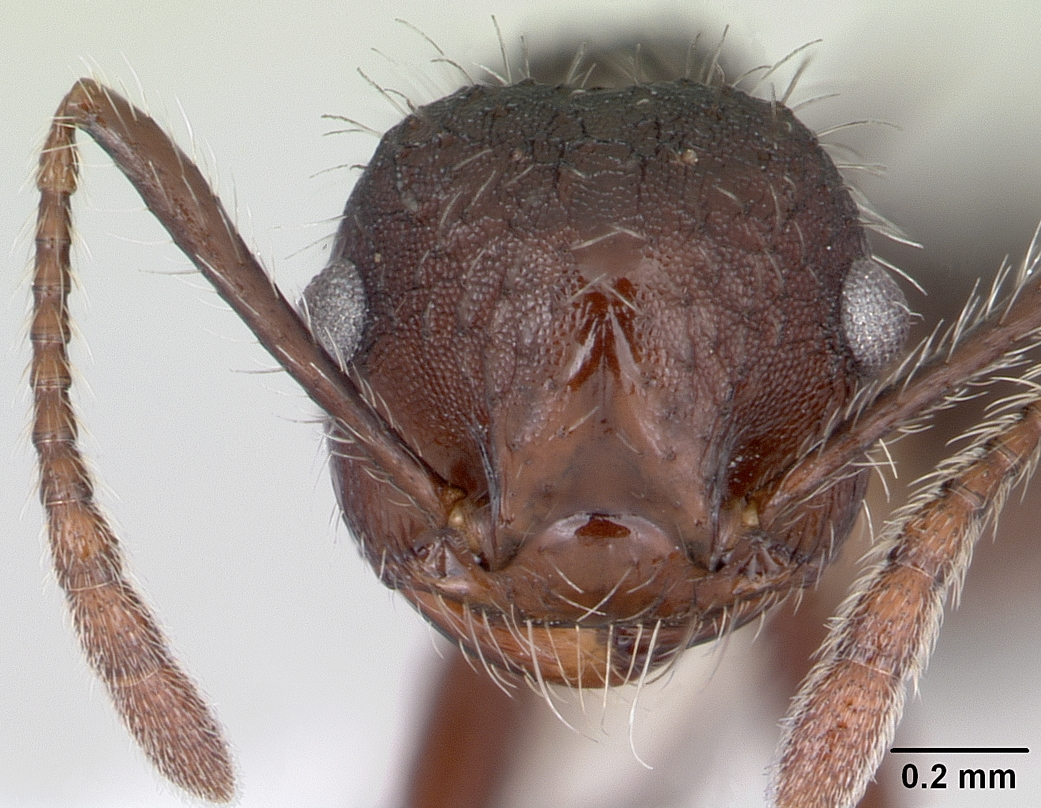
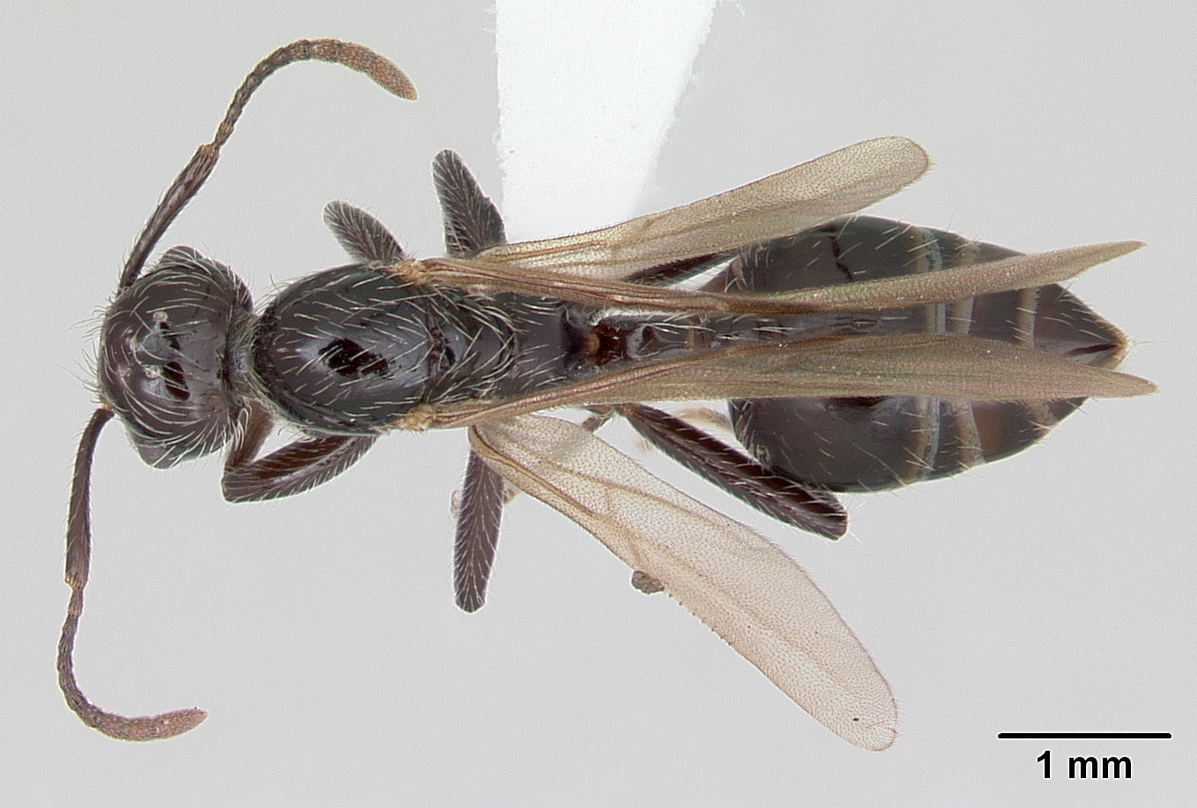